# Château de la Ferté (Indre)
El château de la Ferté es un castillo francés situado en el territorio del municipio de Reuilly, en el departamento de Indre, en la región Centre-Val de Loire.; también llamada La Ferté-(sous)-Reuilly, y anteriormente La Ferté-Gilbert.

## Historia
Su construcción comenzó en 1656 bajo la dirección del arquitecto Mansart.
Está catalogado como monumento histórico, desde el 19 de mayo de 1944 y clasificado como monumento histórico, el 20 de mayo de 1986.